# Heidenrod
Heidenrod é um município da Alemanha, situado no distrito de Rheingau-Taunus, no estado de Hesse. Tem 95,94 km² de área, e sua população em 2019 foi estimada em 7.852 habitantes.